# Christen Christensen
Christen Christensen (ur. 9 września 1845 w Sandefjord, zm. 16 listopada 1923 tamże) – norweski przedsiębiorca, przemysłowiec, właściciel stoczni i przedsiębiorstw wielorybniczych; odegrał kluczową rolę w rozwoju połowów wielorybów na obszarach Antarktyki na początku XX wieku. 

## Życiorys

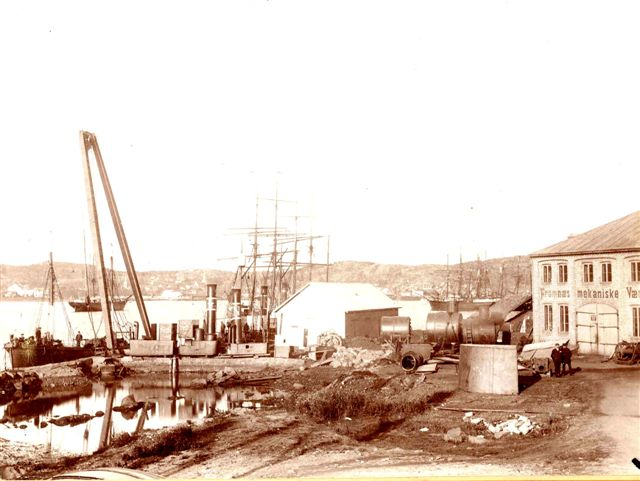
„Framnæs Mekaniske Værksted”

Christen Christensen urodził się 9 września 1845 r. w Sandefjordzie . Jego ojcem był armator Søren Lorentz Christensen (1810–1862), a matką Othilie Juliane Kruge (1820–1903) . Uczęszczał do szkoły z internatem w Szkocji, a po jej ukończeniu uczestniczył w swojej pierwszej wyprawie morskiej . W wieku 17 lat rozpoczął studia w szkole handlowej w Kopenhadze . Po studiach zaczął pracę w rodzinnej firmie w Sandefjord, która zajmowała się przede wszystkim budową statków .
W 1868 r. Christensen przejął stocznię ojca „Rødsverven” . Rok później ożenił się z córką armatora Larsa Christensena, Augustą Frederikke Christensen (1851–1888), z którą miał m.in. syna Larsa Christensena (1884–1965) .  
Po zakupieniu kilku stoczni w okolicy Rødstangen Christensen w 1878 r. utworzył przedsiębiorstwo „Framnæs Mekaniske Værksted” . Firma wyspecjalizowała się w budowie statków przystosowanych do warunków arktycznych i antarktycznych . 

### Wyprawy na Ocean Południowy

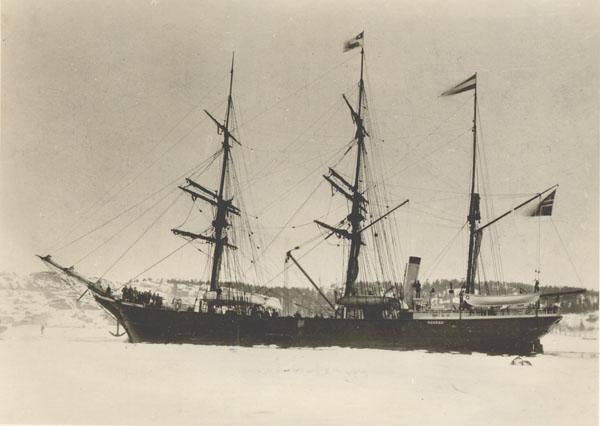
Statek „Jason”, ok. 1890 r.

W latach 80. i 90. XIX wieku Christensen angażował się także w polowania w wodach arktycznych na foki i butlonosy . W 1882 r. został współwłaścicielem firmy Skjold & Værge . Pod koniec lat 80. XIX wieku pojawiły się pierwsze oznaki, że populacje wielorybów na północy zaczęły zanikać wskutek ich nadmiernego odłowu . Christensen zaangażował się w zbadanie możliwości połowów wielorybów na południu . W 1887 r. został współzałożycielem firmy A/S Oceana, która zorganizowała dwie wyprawy na Ocean Południowy na statku „Jason” dowodzonym przez norweskiego wielorybnika Carla Antona Larsena (1860–1924) . 
Celem pierwszej wyprawy w latach 1892–1893 było sprawdzenie raportów Jamesa Clarka Rossa (1800–1862) o mnogości waleni na Morzu Weddella. Według Millsa, podczas wyprawy nie zaobserwowano żadnych waleni, natomiast według Basberga walenie widziano, lecz ich nie upolowano. 
W drugiej wyprawie w latach 1893–1894 obok statku Larsena uczestniczyły dwie inne jednostki „Castor” i „Hertha”. Według Millsa, podczas wyprawy znowu nie zaobserwowano żadnych waleni. Larsen widział jednak wiele fałdowców, na które można było polować przy zastosowaniu systemu połowu Svenda Foyna. Miało to zainspirować go do rozwinięcia nowoczesnego wielorybnictwa na wodach południowych. Wyprawy zwiadowcze zapoczątkowały długoletnią współpracę Christensena z Larsenem .

### Wielorybnictwo w Antarktyce
Christensen początkowo skupiał się na Arktyce . W 1903 r. założył firmę A/S Ørnen, która prowadziła połowy na wodach Finnmarku i Svalbardu . W tym celu przybudował statek „Telegraf” w pierwszy na świecie statek-przetwórnię do przetwarzania wielorybów – jednostka została nazwana „Kogeri No. 1” . W 1904 r. przybudował kolejną jednostkę „Admiralen”, która w 1905 r. została wysłana na wody Antarktyki . W 1904 r. Larsen rozpoczął połowy ze stacji wielorybniczej w Georgii Południowej i razem z Christensenem stali się prekursorami nowoczesnego wielorybnictwa w Antarktyce . 
Statek-przetwórnia Christensena wraz z łodziami do połowu wielorybów operował na południe od Szetlandów Południowych, w Zatoce Admiralicji. Pierwszy rok na wodach południowych był trudny i Christensen rozważał sprzedaż wyposażenia wielorybniczego . Statki Christensena przybyły zbyt późno do Antarktyki, by łowić wieloryby podczas ich dorocznej wędrówki i pogoda nie sprzyjała połowom.  
Statki-przetwórnie okazały się jednak sukcesem . Były rozbudowywane i usprawniane, m.in. w 1910 r. Christensen uzyskał patent na stałe zbiorniki na olej z wielorybiego tłuszczu montowane bezpośrednio na statkach. W 1907 r. syn Christensena, Lars, założył własną firmę zajmującą się połowami wielorybów, która stała się jedną z czołowych w branży . W 1913 r. Christensen wzniósł w Norwegii pierwszą fabrykę produkującą olej z wielorybiego tłuszczu .   
Zmarł 16 listopada 1923 r. w rodzinnym Sandefjordzie .

## Odznaczenia
- 1911 – Order Świętego Olafa (komandor II klasy)[2]

## Upamiętnienie
Na cześć Christensena nazwano jeden z nunataków po północno-wschodniej stronie Wyspy Robertsona – Christensen Nunatak.
W 1917 r. syn Christensena, Lars, stworzył w Sandefjordzie muzeum wielorybnictwa nazwane imieniem jego ojca – Kommandør Chr. Christensens Hvalfangstmuseum, które obecnie nazywane jest Hvalfangstmuseet.